# Günter Praschak (Fußballspieler)
Günter Praschak (* 12. September 1929 in Heidenreichstein, Niederösterreich; † 4. April 2011 in Salzburg) war ein österreichischer Fußballspieler im Mittelfeld und Trainer.

## Leben
Günter Praschak besuchte die Handelsschule in Hollabrunn und kam nach dem Zweiten Weltkrieg nach Salzburg, wo er seine Fußballerkarriere beim SAK begann. Seine ersten sportlichen Erfolge hatte er aber als Eishockeyspieler. 1953 wechselte er zum LASK und stieß 1955 erstmals zum SV Austria Salzburg, wo er bis 1960 spielte. Als Trainer war er schon 1957, danach von 1965 bis 1969 und von 1973 bis 1975 bei der Austria aktiv. Er fungierte in Lehen mehrmals als technischer Direktor, managte auch erfolgreich VOEST Linz, trainierte das U23-Nationalteam und war Vorsitzender der reformierten Bundesliga. Als Manager von Austria Salzburg brachte er Größen wie Karl Kodat, Horst Hirnschrodt oder Peter Grosser zum Verein. Seinem Einsatz war auch der Bau des Lehener Stadions zu verdanken, der Heimstätte von Austria Salzburg bis zum Bau des EM-Stadions Wals-Siezenheim.

## Stationen als Spieler
- ab 19. Mai 1943 SV Hollabrunn
- ab 24. August 1946 ASV Hollabrunn
- ab 19. März 1946 Salzburger AK 1914
- ab 31. Juli 1953 LASK
- ab 23. August 1955 SV Austria Salzburg
- ab 16. August 1958 LASK
- ab 16. August 1960 SV Austria Salzburg

## Stationen als Trainer
- Oktober 1979 – Juni 1981 SK VOEST Linz
- Juli 1973 – Juni 1977 SV Austria Salzburg
- Juli 1970 – Juni 1971 SK VOEST Linz
- Juli 1965 – Juni 1969 SV Austria Salzburg
- Juli 1957 – Dezember 1957 SV Austria Salzburg